# قرحة مارجولين
قرحة مارجولين (بالإنجليزية: Marjolin ulcer)‏ هو نوع من أنواع القرح التي يسببها سرطان الخلية الحرشفية. وتظهر هذه القرحة في أماكن الإصابات، أو أماكن الالتهابات المزمنة ، أو الندبات:737، أي أنها تنشأ عادة بعد الجروح المزمنة. اختير لها اسم مارجولين نسبة إلى الجراح الفرنسي جين نيكولاس مارجولين الذي وصفها عام 1828م.

## المظهر
ذات نمو بطئ، غير مؤلمة (لأنها لا تحتوي على أنسجة عصبية)، ولا يمكنها الانتشار عبر الأوعية الليمفاوية نتيجة تلف الأوعية الليمفاوية.

## الخواص
هيستولوجيًا، هذا الورم متمايز بشكل جيد من نوع سرطان الخلايا الحرشفية. ويعد هذا النوع من السرطان عدوانيا في طبيعته، موضعي الانتشار
وسيئ التوقعات-prognosis. يصيب 40% منه الأطراف السفلية، وغالبا لا يصاحبه ألم. عادة يحدث المرض بعد 10-25 عام من الإصابة الأولية. وحوافه مقلوبة للخارج وليست دايمًا مرتفعة.

## التشخيص
تؤخذ خزعة (عينات) من القرحة ولابد أن تكون من الأطراف والمركز ثم تفحص مجهريا في المعمل للتشخيص.

## العلاج
غالبًا ما يكون العلاج جراحيًا عن طريق استئصال الضرر.